# José Luis Maccari
José Luis Maccari (Buenos Aires, Argentina; 15 de noviembre de 1928-Buenos Aires, 26 de febrero de 2023) fue un artista plástico y docente argentino.

## Formación
José Luis Maccari fue autodidacta desde temprana edad, comenzó a mostrar su interés por el dibujo a los siete años mientras cursaba la Escuela Primaria Antonino Aberastain en La Boca. Con apenas diez años asistió al taller de dibujo de José Arcidiácono, espacio de formación que continuó hasta 1953. En 1942 ingresó al Colegio Salesiano Santa Catalina de Constitución y tuvo como profesores de pintura al sacerdote Salvador Galant y el artista plástico Eduardo Jonquières. Años más tarde concurrió al taller de dibujo del artista Demetrio Urruchúa, espacio donde realizaba cursos de fresco (estilo Masaccio) y perfeccionaba su técnica en dibujo de la figura humana. En 1956 formó parte de un grupo de estudios dirigido por Ideal Sánchez, dedicado a la investigación de la teoría del color y la química de los pigmentos utilizados en las pinturas.
En 1952 presentó por primera vez su obra en el 129° Salón Anual organizado por la Agrupación Gente de Artes y Letras Impulso. Su participación activa como socio en la sede social le facilitó el contacto con críticos de arte y artistas de trayectoria como Fortunato Lacámera, Miguel Diomede, Marcos Triglio y Miguel Carlos Victorica. En 1961 integró el grupo de Arte No-Figurativo de Buenos Aires. Participó de las exhibiciones Arte No Figurativo de la Agrupación de Arte No-Figurativo de Buenos Aires en el Museo Municipal de Bellas Artes Juan B. Castagnino (1961), V Salón Anual de la Asociación de Arte No Figurativo Argentino en la Galería Witcomb (1962) -donde obtuvo la primera mención en Pintura-, y Del arte concreto a la nueva tendencia: Argentina 1944-1963 (1963) en el Museo de Arte Moderno de Buenos Aires (1963). En 1965 realizó su primera exposición individual en la Galería Dédalo. En 1968 asistió a cursos de Estética y Filosofía del Arte dictados por Jorge Romero Brest y Julio Payró en la Facultad de Filosofía y Letras (Universidad de Buenos Aires). Allí obtuvo una carta manuscrita del crítico de arte Payró para la presentación de su obra. Exhibió en galerías de la época como Bonino, Centoira, Van Riel, Ática. A nivel internacional, expuso en Nueva York, Londres, París, Viena, y en países de Latinoamérica como Bolivia, Chile, México, Venezuela.

## Ámbito docente
En 1949, obtuvo el título de Maestro Normal Nacional en la Escuela Mariano Acosta. Ejerció la docencia en diversas instituciones como Saint Andrew's Scots School (1954-1958), Escuela Nacional de Educación Técnica no. 253, conocida como Escuela Shell Argentina en la refinería de Dock Sud (1960-1981) y el Colegio Nacional “Domingo Faustino Sarmiento” de Recoleta. Dictó las asignaturas de Geografía, Historia, Letras, Matemáticas y Geometría, Trabajo Manual Educativo, e incorporó a sus clases conocimientos de cristalografía y geomorfología. Esta profesión le permitió generar ingresos para solventar los gastos del taller y fue clave para la producción de sus obras.

## Obra
La primera etapa de su obra refleja las horas de estudio realizadas desde el modelo vivo, la naturaleza muerta y los paisajes. Las imágenes retratan el barrio de La Boca, el puerto del Riachuelo y las zonas rurales que solía visitar en la provincia de Buenos Aires. Un ejemplo representativo de este período es la obra Rincón bernalense, que forma parte de la colección del Museo Municipal de Bellas Artes Juan B. Castagnino.
En la década de 1960, sus indagaciones pasaron de lo figurativo a lo abstracto. A partir de la manipulación de materiales como el cartón finlandés y la madera creó los Relieves. Construidos por la superposición de planos y figuras geométricas monocromáticas, propiciaban la aparición de nuevas formas a través de la interacción con la luz. Diseñó sus propias herramientas para realizar cortes de mayor tamaño. Con la obra Cum Grano Salis, consolidó esta serie como la más relevante al obtener el premio al Mejor Envío Extranjero en el JH Loudon's Shell International Prize en 1971.En paralelo, desarrolló pinturas donde la materia y el gesto prevalecen sobre el reconocimiento de las formas. E incursionó en esculturas de gran formato como la instalación pública creada en abril de 1983, por encargo del Club Shell de Vicente López, que funcionaban como fuente de agua iluminada.
José Luis Maccari sostuvo una constante exploración a partir del dibujo. Desde los primeros desnudos y retratos a la sanguina en la década de 1950, hasta sus incursiones en el arte caligráfico. A fines de los años 70 comenzó una prolífica producción de dibujos a tinta que incluía fragmentos de cabezas y figuras mutiladas que retrataban las tensiones de la dictadura militar argentina. Sus tintas sobre papel continuaron en ejercicios de viaje donde registraba paisajes y búsquedas hacia la abstracción.
En la década de los años 90 fue convocado para hacer el House Organ de la Compañía Shell. En la revista Nosotros Shell participó como editor, responsable del área de diagramación y diseño, y redactor de la sección páginas de arte. Realizó artículos, entrevistas a artistas, e ilustraciones relacionadas con la industria del petróleo. En 1991 llevó adelante la gráfica del  13the World Petroleum Congress en Argentina, con tres entregables: Programa general, Participantes y Programa del Teatro Colón. Preparó unos 15 dibujos para la edición de ASTRA Compañía Argentina de Petróleo S.A. (c. 1990) Y desarrolló la diagramación y diseño de la publicación Memoria y Balance General 1991, para PETROKEN Petroquímica Ensenada S.A.
En el año 2010 cursó la Maestría en Yung en la Fundación Vínculo. Junto a su trabajo final titulado Pintura y Eneagrama, retomó su práctica pictórica. Su obra más reciente registra las casas de su infancia con paredes y chapas descascaradas del barrio de La Boca. El color, la materia y el empaste fueron claves en su última serie llamada Constructivismos Disruptivos. A sus 93 años, exhibió la producción en la retrospectiva Maccari. Ansiada “Incomplitud” en el Museo de Artistas Argentinos Benito Quinquela Martín. Desde su fallecimiento en febrero de 2023, sus herederas Sandra y Verónica Maccari se encargan de la difusión y puesta en valor de su obra.

## Distinciones
- 1952, Primera Mención-Sección Pintura (V Salón Anual de la Asociación de Arte No Figurativo Argentino, Buenos Aires)
- 1971, Mejor Envío Extranjero (JH Loudon's Shell International Prize)
- 1979, Primer Premio a la Tinta (Salón del Poema Ilustrado 1979 en el Ateneo Popular de Boca, Buenos Aires)

José Luis Maccari obtuvo reconocimiento nacional e internacional. Sus obras están presentes en importantes colecciones públicas y privadas del país y el extranjero, entre ellas en el Museo Castagnino (Rosario, Argentina) y el Museo Lino Enea Spilimbergo (La Paz, Bolivia).

## Exposiciones
- José Luis Maccari (pinturas). Galería Dédalo, Buenos Aires. 21/09/1965
- José Luis Maccari. Galería de Automóvil Club, Buenos Aires. 1971
- Maccari. Relieves. Galería Van Riel, Buenos Aires. 12/11 - 1/12/1973
- Maccari. Relieves. Embajada de Argentina, Caracas. Organizan: Instituto de Cultura y Bellas Artes de Venezuela, Secretaría de Presidencia de la III Conferencia Mundial por los Derechos del Mar, Ministerio de Relaciones Exteriores y Culto de Argentina. Dirección General de Política Exterior. Departamento de Asuntos Culturales. 08/1974
- Maccari. Galería Ática, Buenos Aires. 03/11-05/12/[ca.1976]
- Maccari. Ática Galería de Arte, Buenos Aires. 03/11-05/12/1978
- Maccari. Casa de la Cultura de General Roca, Río Negro. Texto: Nicolás Bratosevich. 03-12/10/1980
- Maccari. Casa de la Cultura de General Roca, Río Negro. 1982
- Maccari. Casa de la Cultura de General Roca, Río Negro. 1985
- Maccari. Fundación Banco Boston, Buenos Aires. 1985
- Maccari. Palacio Municipal de Neuquén, Neuquén. 1985
- José Luis Maccari. Pinturas. Casa de la Cultura de General Roca, Río Negro. Texto: Nicolás Bratosevich y Silvia Delucchi. 03-19/10/1986
- José Luis Maccari. Pinturas. Biblioteca Bernardino Rivadavia de Cipolletti, Río Negro. Texto: Nicolás Bratosevich. 11/1986
- Maccari. Serie de los mínimos. Manzana de la Luces, Buenos Aires. 02-22/11/1989
- José Luis Maccari. Óleos. Manzana de las Luces, Buenos Aires. 2011
- Maccari. Enigma y Seducción. Museo Lucy Mattos, Buenos Aires. 18/08-11/09/2019
- Maccari. Ansiada “Incomplitud”. Museo Benito Quinquela Martín, Buenos Aires. 19/03-30/04/2022
- José Luis Maccari. Relieves. Museo Castagnino, Rosario. 28/02-03/08/2025

### Exposiciones colectivas
- 129° Salón Anual Agrupación Impulso, Buenos Aires. 04/1952

- Salón Estival de la Agrupación Impulso, Buenos Aires. 01/1953

- Exposición colectiva de Socios de la Agrupación Impulso, Buenos Aires. 09-23/04/1955

- Cinco pintores: Beloso, de la Torre, Garavaglia, Maccari, Monzani. Salón Estímulo de Bellas Artes, Buenos Aires. 1961

- Arte No Figurativo de la Agrupación de Arte No-Figurativo de Buenos Aires. Museo Municipal de Bellas Artes “Juan B. Castagnino”, Rosario. 19/08/1961

- V Salón Anual de la Asociación de Arte No Figurativo Argentino. Galerías Witcomb, Buenos Aires. 1962 (Primer Mención, sección Pintura)

- Pintura Argentina de hoy. Sala Ernesto de la Cárcova, Buenos Aires. 09-10/1962

- Del Arte Concreto a la Nueva Tendencia 1944 -1963. Museo de Arte Moderno, Buenos Aires. Texto: J. Romero Brest. Organiza: LS1 Radio Municipal. 1963

- Argentine Artist and Associations of Woman Artist. Riverside Museum, Nueva York. 10-11/1963

- XIX Shell Art Exhibition. Lensbury Art Club, Londres. 10-21/05/1971. (Premio al Mejor Envío Extranjero J.H. LOUDON’S SHELL INTERNATIONAL PRICE. Obra: Cum Grano Salis, 1971)

- LX Salón Nacional de Artes Plásticas. Salas Nacionales de Exposición, Buenos Aires. 21/09/1971

- Máximo 40 x 50. Galería Bonino, Buenos Aires. 12/12/1971-05/01/1972

- Pequeño Formato. Argentina. Exposición Itinerante: México y Centroamérica. Organiza: Departamento de Asuntos Culturales, Ministerio de Relaciones Exteriores y Culto. Texto: Jorge Vehiles. 1972

- Máximo 40 x 50. Galería Bonino, Buenos Aires. 13/12/1972-05/01/1973

- Sala Art, Buenos Aires. 1973

- Máximo 40 x 50. Galería Bonino, Buenos Aires. 12/12/1973-05/01/1974

- Pequeño formato. Museo de Arte de Lima (Perú). Auspicia: Embajada Argentina y Patronato de las Artes. [1974]

- Obras de Arte Argentino en pequeño formato /2” (tout pètit). Centoira Galería de Arte, Buenos Aires. Texto: César Magrini. 12/1975

- Sala LAC. Buenos Aires. 1977

- Cien Plásticos Argentinos. Exposición 25 aniversario Instituto Lucchelli Bonadeo. Instituto Lucchelli Bonadeo, Buenos Aires. Auspicia: Sociedad Argentina de Artistas Plásticos. 1978

- Salón del poema ilustrado 1979. Ateneo Popular de Boca, Buenos Aires. 04-18/11/1979. (Primer Premio a la Tinta. Obra: S/t, ca. 1979)

- Seis Plásticos: Beloso, Fernández, Maccari, Reisner, Rodríguez Lary y Versacci. Galería Homsp, Buenos Aires. 1979

- 18 Poemas ilustrados. El taller de Nicolás Bratosevich en colaboración con 13 pintores argentinos. Galería Márquez, Buenos Aires. 02-26/05/[1979-1981]

- Explorazione Nel Suono en el Movemento y Muestra de Improvisación de la Escuela Nacional de Danzas. Encuentro Internacional de Psicodrama y Psicoterapia de Grupo. Centro Cultural San Martín, Buenos Aires. 1985

- Pequeño formato.  Salón de la Sociedad Argentina de Artistas Plásticos, Buenos Aires. 1986